# Jutongia
Jutongia es un género de bacterias de la familia Lachnospiraceae. Actualmente (2023)  contiene dos especies: Jutongia huaianensis y 
Jutongia hominis. Fue descrito en el año 2022. Su etimología hace referencia al médico chino Jutong Wu. El nombre de la especie hace referencia a la región de Huai’an, China. Es anaerobia estricta y móvil. Tiene un tamaño de 0,7-0,9 μm de ancho por 1,8-2,8 μm de largo. Crece de forma individual o en parejas. Forma colonias blanquecinas, convexas y con márgenes enteros tras 3 días de incubación. Temperatura de crecimiento de 37 °C, durante 3-10 días. Tiene un contenido de G+C de 51,4%. Se ha aislado de heces humanas. 